# Chris Wolf
Chris Wolf (* 23. Februar 1991 in Bayreuth) ist ein deutscher Fußballspieler, der seit August 2014 bei der SpVgg Bayreuth unter Vertrag steht.

## Sportlicher Werdegang
Bis zu seinem 20. Lebensjahr war Wolf ausschließlich für Bayreuther Vereine aktiv, bevor er 2011 nach München wechselte. Für die Amateurmannschaft des TSV 1860 bestritt Wolf innerhalb von zwei Jahren 63 Viertligaspiele sowie zwei Relegationsspiele gegen die SV Elversberg, zu welcher er zur Saison 2013/14 wechselte. Dort kam er zu seinem ersten Einsatz im Profibereich, als er am 20. Juli 2013, dem 1. Spieltag, beim 0:0-Auswärts-Unentschieden gegen den SV Darmstadt 98 in der Startformation stand. Am 30. August 2014 wechselte er ablösefrei zur SpVgg Bayreuth.
Sein Vater Lothar Wolf bestritt für den FC Bayern Hof und die SpVgg Bayreuth fast 200 Spiele in der 2. Bundesliga. Ab 1981 baute er in Bayreuth sein eigenes Unternehmen im Bereich Arbeitsschutz, Arbeitskleidung und Sicherheitsschuhe auf, in dem der Sohn seit 2014 Teil der Geschäftsführung ist.